# Stictoscarta sulcicollis
Stictoscarta sulcicollis är en insektsart som först beskrevs av Ernst Friedrich Germar 1821.  Stictoscarta sulcicollis ingår i släktet Stictoscarta och familjen dvärgstritar. Inga underarter finns listade i Catalogue of Life.